# Скумско
Скумско, още Сконско, Скъмско или Кунско (на гръцки: Βράχος, Врахос, до 1926 Σκούμτσικον, Скумцикон), е село в Егейска Македония, Гърция, дем Хрупища, област Западна Македония.

## География
Селото се намира на 25 километра югозападно от демовия център Хрупища (Аргос Орестико), на 1080 m надморска височина в северните поли на планината Одре (Одрия). Край селото е изкуственото Скумско езеро. Югоизточно от селото, на билото на Мало Одре е църквата „Възнесение Господне“.

## История

### В Османската империя
В църквата „Успение Богородично“ в селото са запазени византийски икони.
В края на XIX век Скумско е населявано от гърци качауни село в Костурска каза на Османската империя.
На Етнографската карта на Битолския вилает на Картографския институт в София от 1901 година Скъмско е чисто българско село в Костурската каза на Корчанския санджак с 13 къщи.
Гръцки статистики от 1905 година показват Скумбцико като село с 200 жители гърци.
През май 1905 година гръцка чета залавя в Скумско 43 българи гурбетчии, между които и 8 жупанци, пътуващи към Гърция, и ги избива, като оцеляват само Зисо Потев (Шонтев) и Томо Ч. Чачов от Жупанища и Станко от Габреш.
Според Георги Константинов Бистрицки Скъмско преди Балканската война има 25 гръцки къщи, а според Георги Христов и 1 куцовлашка.
На етническата карта на Костурското братство в София от 1940 година, към 1912 година Скомско е обозначено като гръцко селище.

### В Гърция
През Балканската война селото е окупирано от гръцки части и остава в Гърция след Междусъюзническата война. В 1926 година селото е прекръстено на Врахос. Традиционно жителите на селото ходят на гурбет.
Населението намалява заради Гражданската война и засилената емиграция отвъд океана след нея.
В старата училищна сграда функционира етнографски музей.
| Име   | Име     | Ново име     | Ново име     | Описание                                                               |
| ----- | ------- | ------------ | ------------ | ---------------------------------------------------------------------- |
| Брези | Μπρέζι  | Стенорема    | Στενόρεμα    | река                                                                   |
| Боаз  | Μπογάζι | Дросеро Рема | Δροσερὸ Ρέμα | река извираща в Одре, разделяща Големо и Мало Одре, приток на Галешово |

| Година    | 1913 | 1920 | 1928 | 1940 | 1951 | 1961 | 1971 | 1981 | 1991 | 2001 | 2011 | 2021 |
| --------- | ---- | ---- | ---- | ---- | ---- | ---- | ---- | ---- | ---- | ---- | ---- | ---- |
| Население | 150  | 169  | 231  | 285  | 200  | 156  | 74   | 136  | 150  | 67   | 33   | 25   |

## Личности
Родени в Скумско
- Аргириос Вранголас (Αργύριος Βράγκολας), гръцки андартски деец, агент от ІІІ ред[16]
- Атанасиос Апостолу (Αθανάσιος Αποστόλου), гръцки андартски деец, агент от ІІІ ред[16]
- Евангелос Велукас (Ευάγγελος Βελούκας), гръцки андартски деец, агент от ІІІ ред, действал като куриер и ятак[16]
- Зикос Темелис (Ζήκος Θέμελης), гръцки андартски деец, четник, убит в Палеокримини през юни 1905 г.[16]
- Николаос Кирязос (Νικόλαος Κυριάζος), гръцки андартски деец, агент от ІІІ ред[16]
- Николаос Стерьос (Νικόλαος Στέργιος), гръцки андартски деец, агент от ІІІ ред[17]
- поп Петрос Христу (Παπα-Πέτρος Χρήστου), гръцки андартски деец, агент от ІІІ ред[16]
- Ставрос Бакис (Σταύρος Μπάκης), гръцки андартски деец, агент от ІІІ ред[16]
- Стерьос Мельос (Στέργιος Μελιός), гръцки андартски деец, агент от ІІІ ред[16]
- Христос Йотас (Χρήστος Γιώτας), гръцки андартски деец, агент от ІІІ ред[16]
- Христос Янулис (Χρήστος Γιαννούλης), гръцки андартски деец, агент от ІІІ ред[16]
- Янулис Петропулос (Γιαννούλης Πετρόπουλος), гръцки андартски деец, агент от ІІ, ръководител на комитета в Скумско[18]

Починали в Скумско
- Зисо Нолев, подвойводa на жупанската чета на Пандо Сидов през Илинденско-Преображенското въстание. Зисо Нолев е убит в Скумско в 1905 година[1]